# Maurice De Wulf
Maurice Marie Charles Joseph De Wulf (6. dubna 1867 – 23. prosince 1947) byl belgický tomistický filozof, profesor filozofie na Katolické univerzitě v Lovani.

## Dílo
Maurice De Wulf patřil do okruhu žáků Désiré-Josepha Merciera a pokračoval v propagaci neoscholastiky. Vydal mnoho prací z historie středověké filozofie, v nichž se snažil vyzvednout význam scholastiky. Je autorem “Dějin scholastické filozofie v Nizozemi a v knížectví Liégeském” (1895) a trojdílných “Dějiny středověké filozofie” (1900).